# Massacre de l'université Thammasat

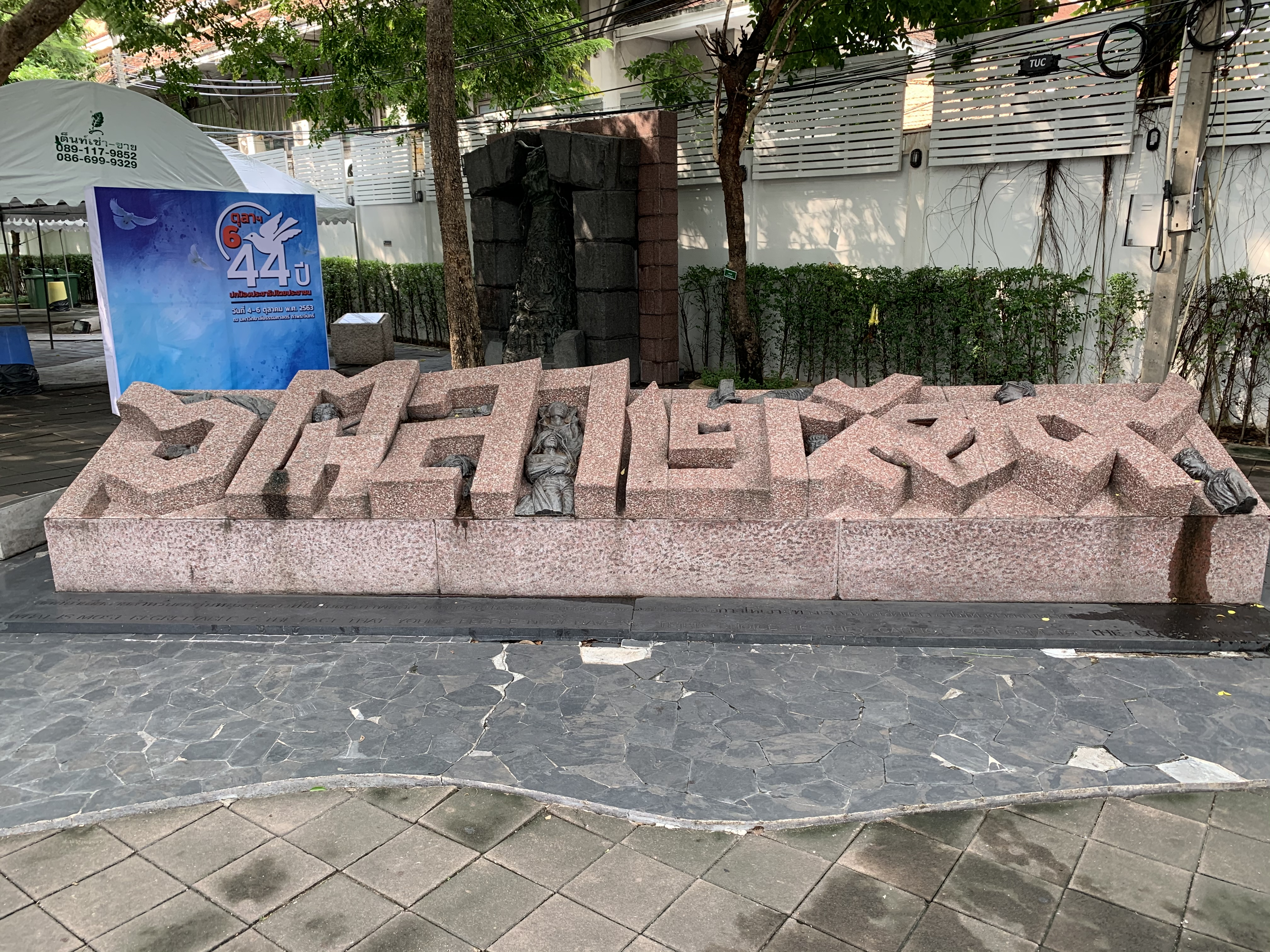
Monument commémoratif du massacre à l'université Thammasat.

Le massacre de Thammasat est un massacre perpétré le 6 octobre 1976 par les forces de police thaïlandaises et des bandes paramilitaires d'extrême-droite sur un cortège pacifique d'étudiants et de travailleurs, à l'université Thammasat, en Thaïlande. Le bilan officiel est de 46 morts,, 67 blessés et 3 000 arrestations. Selon Puey Ungpakorn (en), « des sources de la Chinese Benevolent Foundation, qui a transporté et brûlé les morts (…), révèlent qu'elle a traité plus d'une centaine de corps. »

## Contexte
En 1973, des manifestations étudiantes soutenues par des centaines de milliers de citoyens thaïlandais dans les rues de Bangkok avaient permis de chasser du pays le dictateur militaire Thanom Kittikachorn, ouvrant la voie à une période démocratique. Toutefois, dans un contexte de victoires communistes au Vietnam, au Cambodge et au Laos, les élites thaïlandaises se crispent, craignant que leur pays ne bascule à son tour. En 1976, Thanom Kittikachorn revient d’exil prétextant vouloir intégrer une pagode en tant que moine bouddhiste. Les étudiants pro-démocratie se mobilisent en occupant l’université de Thammasat, le massacre du 6 octobre 1976 est immédiatement suivi d’une prise de pouvoir par les militaires et d’un retour à la dictature.
Ce massacre est encore très vivant dans la mémoire des citoyennes et citoyens thaïlandais malgré la censure,, :
- En 2016, la réalisatrice Anocha Suwichakornpong[13],[14] tourne le film By the Time It Gets Dark (en)[15] (ดาวคะนอง[16] / Dao Khanong[17]) et réussit à le diffuser en Thaïlande avec difficulté[18] et aussi dans les autres pays (Hong Kong, Italie, Oscars[19],[20]...), un film qui raconte la vie des militants pro-démocratie des années 1970 et la cruelle répression qui s'abat sur eux[21],[22].
- En 2018, le groupe Rap Against Dictatorship chante le virulent pamphlet Prathet ku mi[23] (ประเทศกูมี / Et voici ce que fait mon pays[24]...) et rappelle explicitement le massacre de Thammasat par l'image[25],[26] (en référence à la terrible photographie de Neal Ulevich[27] publiée par exemple dans l'article d'Adrien Le Gal dans Le Monde du 6 octobre 2016 et en pochette du disque "Holiday in Cambodia" des Dead Kennedys)[28] ; ce clip vidéo publié sur Youtube est écouté et vu 22 millions de fois en 1 semaine, un record dans cette nation de 67 millions d'habitants et il est actuellement crédité de plus de 107 millions de vues (le 16 novembre 2022)[29].
- En 2019, l'écrivain Pitchaya Sudbanthad relate le massacre de Thammasat dans son roman Bangkok Déluge (Chapitre Déferlement pages 89 à 111)
- etc.